# 太平桥站 (铁路)
太平桥站位于中国黑龙江省哈尔滨市道外区，有哈牡客运专线、哈佳铁路和滨江线经过，建于1938年。现隶属于中国铁路哈尔滨局集团有限公司哈尔滨站。车站自北向南分别为哈佳场和哈牡场，设正线4条，到发线3条，安全线2条。本站西侧至滨江站区间为5线铁路，自北向南分别为分别滨江三线、哈佳铁路左、右线与哈牡客专左、右线，东侧则为疏解区。

## 车站周边
- 太平桥车辆段